# 偽似魣盜目魚
偽似魣盜目魚（学名：Lestidiops pseudosphyraenoides）為輻鰭魚綱仙女魚目帆蜥魚亞目魣蜥魚科的一種，分布於東大西洋葡萄牙南部至摩洛哥，包括地中海西部海域，為深海魚類，深度可達600公尺，體長可達26.1公分，棲息在中層水域，生活習性不明。